# Penstemon lanceolatus
Penstemon lanceolatus är en grobladsväxtart som beskrevs av George Bentham. Penstemon lanceolatus ingår i släktet penstemoner, och familjen grobladsväxter. Inga underarter finns listade i Catalogue of Life.